# حلاوه
حلاوه (به عربی: خیط اللبن) یک منطقهٔ مسکونی در اردن است که در استان عجلون واقع شده‌است. حلاوه ۸٬۶۴۷ نفر جمعیت دارد.